# Mount Sinai Hospital (Nowy Jork)

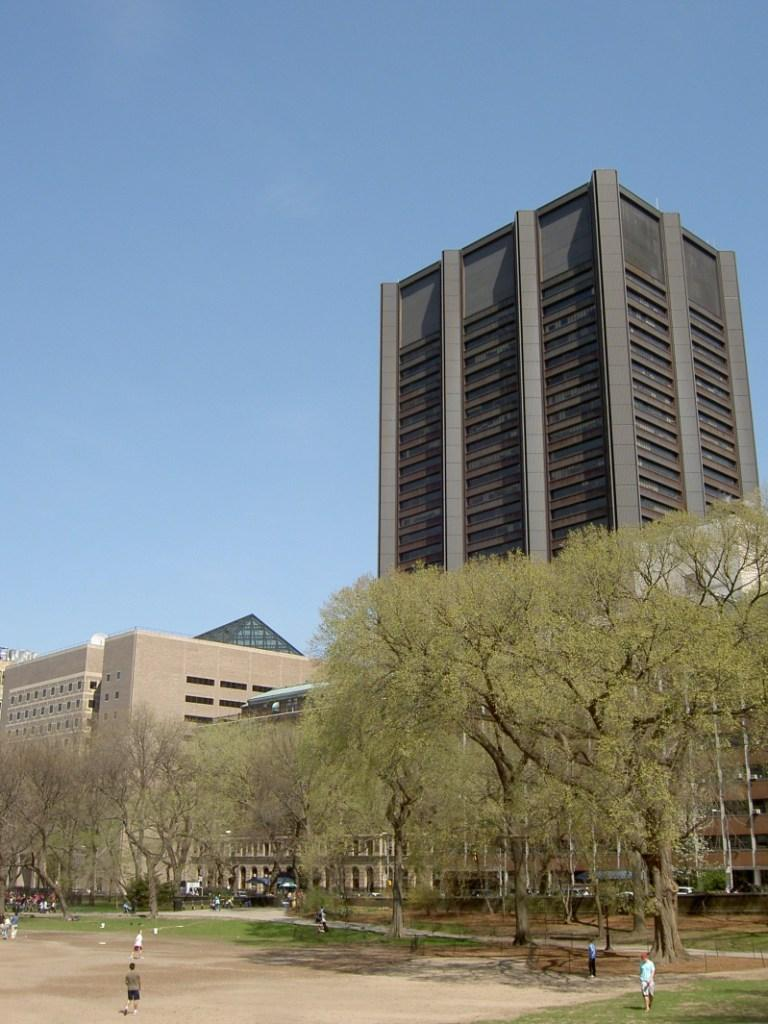
Mount Sinai School of Medicine, widok od strony Central Park (2007)

Mount Sinai Hospital – założony w 1852 w Nowym Jorku szpital kliniczny.
Zlokalizowany jest na Manhattanie, przy wschodniej ścianie Central Park, przy 100th Street i Fifth Avenue.
Szpital powiązany jest z Mount Sinai School of Medicine, otwartą we wrześniu 1968. Razem, tworzą Mount Sinai Medical Center.